# Miss Universo 1968

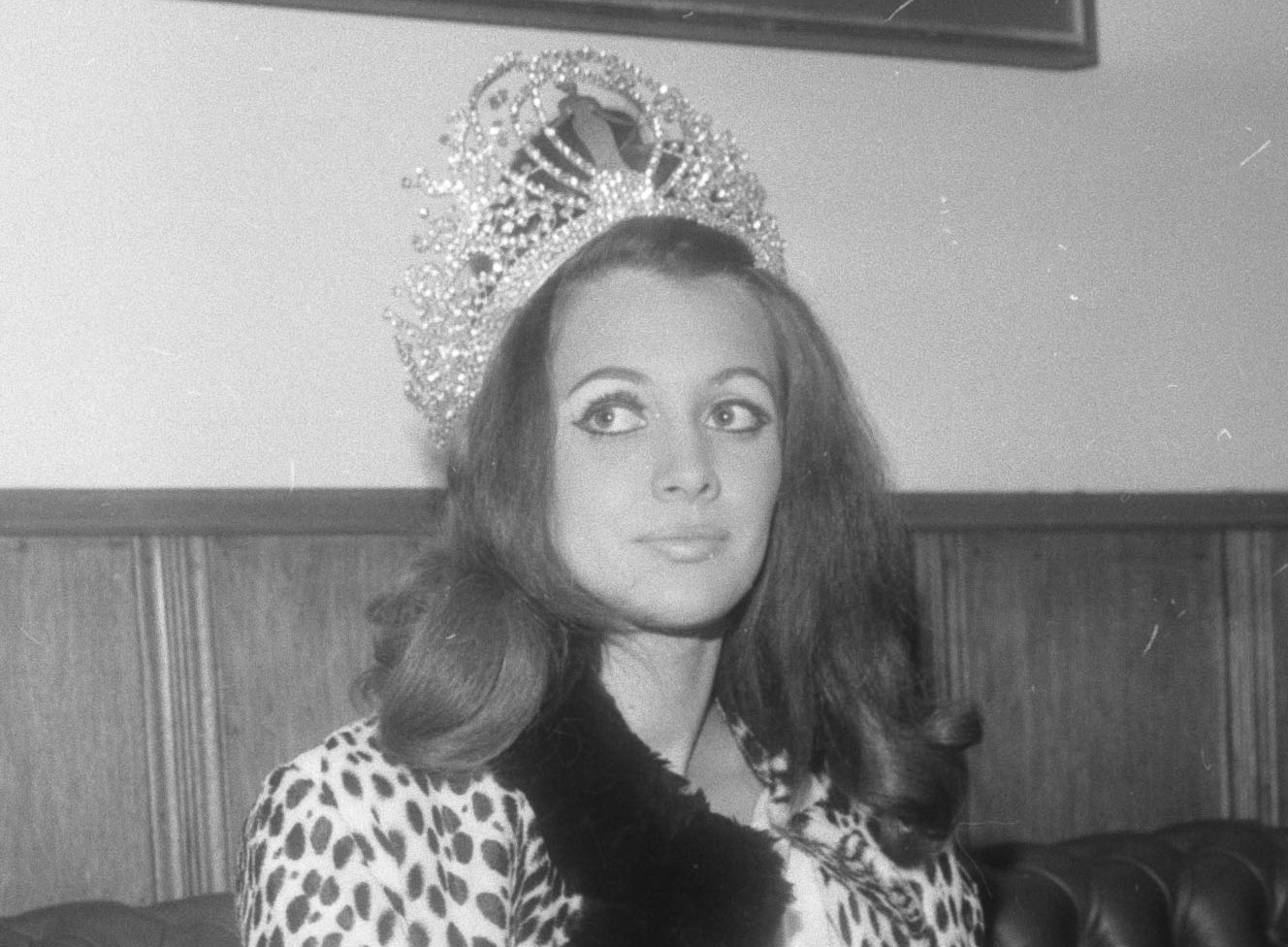
Martha Vasconcellos, vencedora do título de Miss Universo 1968

Miss Universo 1968 foi a 17.ª edição do concurso Miss Universo, realizada em 13 de julho de 1968 no Miami Beach Auditorium, em Miami Beach, Flórida, nos Estados Unidos. Candidatas de 65 países e territórios competiram pelo título. No final do evento, a Miss Universo 1967, Sylvia Hitchcock, dos Estados Unidos, coroou a brasileira Martha Vasconcellos como sua sucessora.  A competição foi transmitida em rede nacional pela CBS com apresentação de Bob Barker.

## Novo formato
Apesar de na época o Miss Universo estar sendo considerado como um evento ultrapassado, dedicado apenas à tradicional e conservadora classe média, em meio ao fim de uma década em que amor livre, fim do colonialismo, protestos contra a Guerra do Vietnã, direitos civis, apologia das drogas, postura radical contra o sistema e mudanças culturais eram as palavras de ordem, o concurso continuava crescendo em popularidade fora dos Estados Unidos e teve um número recorde de participantes até então. 
Para os organizadores do Miss Universo, não interessava modernizar o concurso ou usá-lo para promover as novas demandas sociais e políticas que ocorriam pelo mundo. As candidatas, porém, começavam por si mesmas a mostrar um perfil diferente de concorrentes de anos anteriores. Apesar de permanecerem com um estilo conservador, muitas delas começavam a perder o ar de divas cinematográficas que as caracterizava até então e passaram a atuar mais como modelos. As roupas se tornaram mais curtas, as peles começaram a ser mais expostas e a tendência de aparência e comportamento que começava a se tornar padrão entre as mulheres de todo mundo, com o aparecimento das primeiras supermodelos do mundo a partir do meio da década, como Jean Shrimpton, Twiggy, Cheryl Tigs, Marisa Berenson e Veruschka, por exemplo, passou a ser seguido pelas candidatas a miss. A partir de 1968, o estilo das misses de falar, desfilar, posar para fotografias e se vestir, passou por uma completa mudança. 

## Evento
Pela primeira vez desde 1965 as candidatas não foram ao Rio de Janeiro antes do concurso. As europeias concentraram-se em Nova York e as asiáticas em Los Angeles, antes de se dirigirem a Miami Beach. Na cidade, as europeias e asiáticas ficaram hospedadas no Hotel Fontainebleau e as latino-americanas no Hotel Shellborne. Do grupo que mais se destacava aparência de modelo, a Miss Curaçao era a mais notada. A Miss Inglaterra tinha deixado um emprego de balconista para arriscar tudo em concursos de beleza. A Miss Suécia, mesmo se não vencesse, dizia que queria se mudar para os Estados Unidos e trabalhar como modelo. A então Iugoslávia foi o segundo país comunista a participar do concurso na década de 60 e o fez com a "bombshell" loira Daliborka Stojsic, uma das favoritas da imprensa e do público em geral desde que chegou a Miami, e que ganhou o prêmio de Miss Fotogenia. Elizabeth Tavares, do Congo, a primeira representante deste país, era considerada favorita pelas outras concorrentes e que tinha todas as condições de se tornar a primeira negra a vencer o Miss Universo. Tavares achava que não tinha chances, "porque meu país é desconhecido e não acho que apreciem a beleza negra aqui". Ela estava certa sobre si mesma, porém, seria outra candidata negra que faria história naquela edição. 
A brasileira Martha Vasconcelos era, desde o início, a favorita ao título entre as latinas, com os grande olhos verdes e o corpo de medidas perfeitas. Tão perfeito, que os organizadores lhe pediram que tirasse o sutiã quando foram tirar suas medidas de maiô. Martha não usava sutiã naquela situação. Como um tipo de presságio de sua vitória, o tema da produção do concurso foi South American Extravaganza e as candidatas no palco cantaram músicas da Bossa Nova em português, como Mas que Nada, de Jorge Ben. A Miss África do Sul, Monica Fairall, causou controvérsias durante a competição do traje de gala trajando um então polêmico vestido de noite com as costas nuas e um decote até a altura das nádegas, ousadia na época que provavelmente lhe custou uma vaga entre as semifinalistas, já que os organizadores declararam sobre seu vestido que "não era do contexto do Miss Universo que algo tão extremo fosse usado nele". 
Na competição do traje de banho, as Miss Venezuela e Miss Curaçao, uma modelo negra, impressionaram o júri e o público com o estilo de desfile na passarela, copiado dos grandes desfiles de moda internacionais. As Misses Chile, Estados Unidos, Suécia, Finlândia e Iugoslávia também fizeram boas apresentações, além da Miss Brasil, consolidando seu favoritismo, que do começo ao fim de sua apresentação foi aplaudida sem intervalo por cerca de 800 brasileiros presentes ao Miami Beach Municipal Auditorium. 
O Top 5 foi composto por Brasil, EUA, Finlândia, Venezuela e Miss Curaçao, Anne Marie Braafheid, que fazia história em Miami. Pela primeira vez no Miss Universo uma negra chegava ao Top 5, e ela ainda iria mais longe. Na pergunta final, Venezuela e Curaçao deram boas respostas, enquanto Martha, emocionada de ter chegado até ali, só conseguiu responder "I can't speak", o que provavelmente lhe teria custado a coroa nos dias de hoje, quando essa parte da competição se tornou a mais importante. 
Ao fim, com apenas Martha e Anne Marie no palco e a audiência acreditando que pela primeira vez uma negra seria eleita, Martha recebeu o resultado em estado de choque, numa fotografia que correu o mundo, quando ouviu o apresentador Bob Barker anunciá-la como nova Miss Universo e a coroa lhe ser colocada na cabeça por Sylvia Hitchcock, sua antecessora e que já lhe havia coroado no Miss Brasil. Uma edição que teve como tema o Brasil, terminava com a segunda vitória de uma brasileira. 

### Colocações
| Posição                 | Estado & Candidata |
| ----------------------- | --- |
| Miss Universo 1968      | - Brasil — Martha Vasconcellos |
| 2º. Lugar               | - Curaçau — Anne Marie Braafheid |
| 3º. Lugar               | - Finlândia — Leena Brusiin |
| 4º. Lugar               | - Venezuela — Peggy Kopp |
| 5º. Lugar               | - Estados Unidos — Dorothy Anstett |
| (TOP 15) Semifinalistas | - Canadá — Nancy Wilson - Chile — Danae Monserrat - França — Elizabeth Cadren - Grécia — Miranta Zafiropoulou - Inglaterra — Jennifer Summers - Israel — Miriam Friedman - Iugoslávia — Daliborka Stojsic - Noruega — Tone Knaran - Suécia — Anne Marie Hellqvist - Tailândia — Apantree Prayutsenee |

### Prêmios especiais

#### Miss Simpatia
- Vencedora:  Japão — Yosuyo Ino.

#### Miss Fotogenia
- Vencedora:  Iugoslávia — Daliborka Stojsic.

#### Melhor Traje Típico
- Vencedora:  Colômbia — Luz González.

## Candidatas
Em negrito, a candidata eleita Miss Universo 1968. Em itálico, as semifinalistas.
| - África do Sul - Monica Fairall - Alemanha - Lilian Atterrer - Argentina - María del Carmen Vidal - Aruba - Sandra Croes - Austrália - Laureen Jones - Áustria - Brigitte Kruger - Bahamas - Brenda Fountain - Bélgica - Sonia Commen - Bermudas - Victoria Martin - Bolívia - Roxana Chávez - Bonaire - Ilse de Jong - Brasil - Martha Vasconcellos (1°) - Canadá - Nancy Wilson (SF) - Sri Lanka - Sheila Jayatilleke - Chile - Danae Monserrat Sala Sarradell (SF) - Cingapura - Yasmin Saif - Colômbia - Luz Elena González (TT) - Congo - Elizabeth Tavares - Coreia do Sul - Kim Yoonjung - Costa Rica - Ana María Rivera - Curaçao - Anne Marie Braafheid (2°) - Dinamarca - Gitte Broge - Equador - Priscila González - Escócia - Helen Davidson - Espanha - Yolanda Urquijo - Estados Unidos - Dorothy "DiDi" Catherine Anstett (5°) - Filipinas - Rosario "Sharina" Zaragoza - Finlândia - Leena Brusin (3°) - França - Elizabeth Cadren (SF) - Grécia - Miranta Zafiropoulou (SF) - Guam - Arlene Chaco - Haiti - Claudie Paquin - Holanda - Nathalie Heyl | - Honduras - Nora Guillén - Hong Kong - Tammy Yan-Yan - Ilhas Virgens - Sadie Sargeant - Índia - Anjum Barg - Inglaterra - Jennifer Summers (SF) - Irlanda - Tiffany Scales - Islândia - Helen Knuttsdóttir - Israel - Miriam Fridman (SF) - Itália - Cristina Businari - Iugoslávia - Daliborka Stojsic (SF, MF) - Jamaica - Marjorie Bronfield - Japão - Yasuyo Iino (MS) - Líbano - Sonia Faris - Luxemburgo - Lucienne Krier - Malásia - Maznah Ali - Malta - Kathleen Farrugia - México - Perla Muñoz - Nicarágua - Margine Morales - Noruega - Tone Knaran (SF) - Nova Zelândia - Christine Antunovic - Estados Unidos Okinawa - Sachie Kawamitsu - País de Gales - Judith Radford - Peru - María Brambilla - Porto Rico - Marylene Carrasquillo - República Dominicana - Ana María Pérez - Suécia - Anne Marie Hellqvist (SF) - Suíça - Jeannette Biffiger - Tailândia - Apantree Prayutsenee (SF) - Tunísia - Rekaia Dekhil - Turquia - Zumal Aktan - Uruguai - Graciela Minarrieta - Venezuela - Peggy Arenas (4°) |